# HD 210277
HD 210277 ist ein Stern der Helligkeit 7 mag im Sternbild Wassermann. Der gelbe Zwergstern vom Spektraltyp G0V ähnelt in seiner Größe, Leuchtkraft und Durchmesser unserer Sonne. Das Alter von HD 210277 beträgt schätzungsweise 12 Milliarden Jahre (die Sonne ist weniger als 5 Milliarden Jahre alt). Aufgrund seiner Entfernung vom Sonnensystem von 69 Lichtjahren ist der Stern nur mit Teleskopen und Ferngläsern sichtbar. 1998 wurde spektroskopisch ein Begleiter entdeckt, der den Stern in einer Entfernung von 1,138 ± 0,066 AU umkreist und die systematische Bezeichnung HD 210277 b trägt.

## HD 210277 b
HD 210277 b wurde 1998 vom California and Carnegie Planet Search Team durch die Bestimmung der Radialgeschwindigkeit entdeckt. Der entdeckte Planet hat eine um mindestens 24 % größere Masse als Jupiter und umkreist seine Sonne in etwa der gleichen Entfernung wie die Erde die Sonne, jedoch ist sein Orbit deutlich exzentrischer (d. h. der Abstand des Planeten von der Sonne schwankt relativ stark).
Basierend auf Daten des Astrometrie-Satelliten Hipparcos schlug im Jahr 2000 eine Gruppe von Wissenschaftlern vor, die Bahnneigung des Planeten mit 175,8° anzunehmen und die tatsächliche Masse mit der 18-fachen Jupitermasse zu veranschlagen. Hierdurch wäre der Begleiter von HD 210277 kein Planet, sondern ein Brauner Zwerg. Diese Behauptung wurde jedoch nicht bestätigt und die Wahrscheinlichkeit, dass die Annahmen bzw. Aussagen zutreffen, ist aufgrund statistischer Überlegungen sehr gering.